# Religió a Grècia

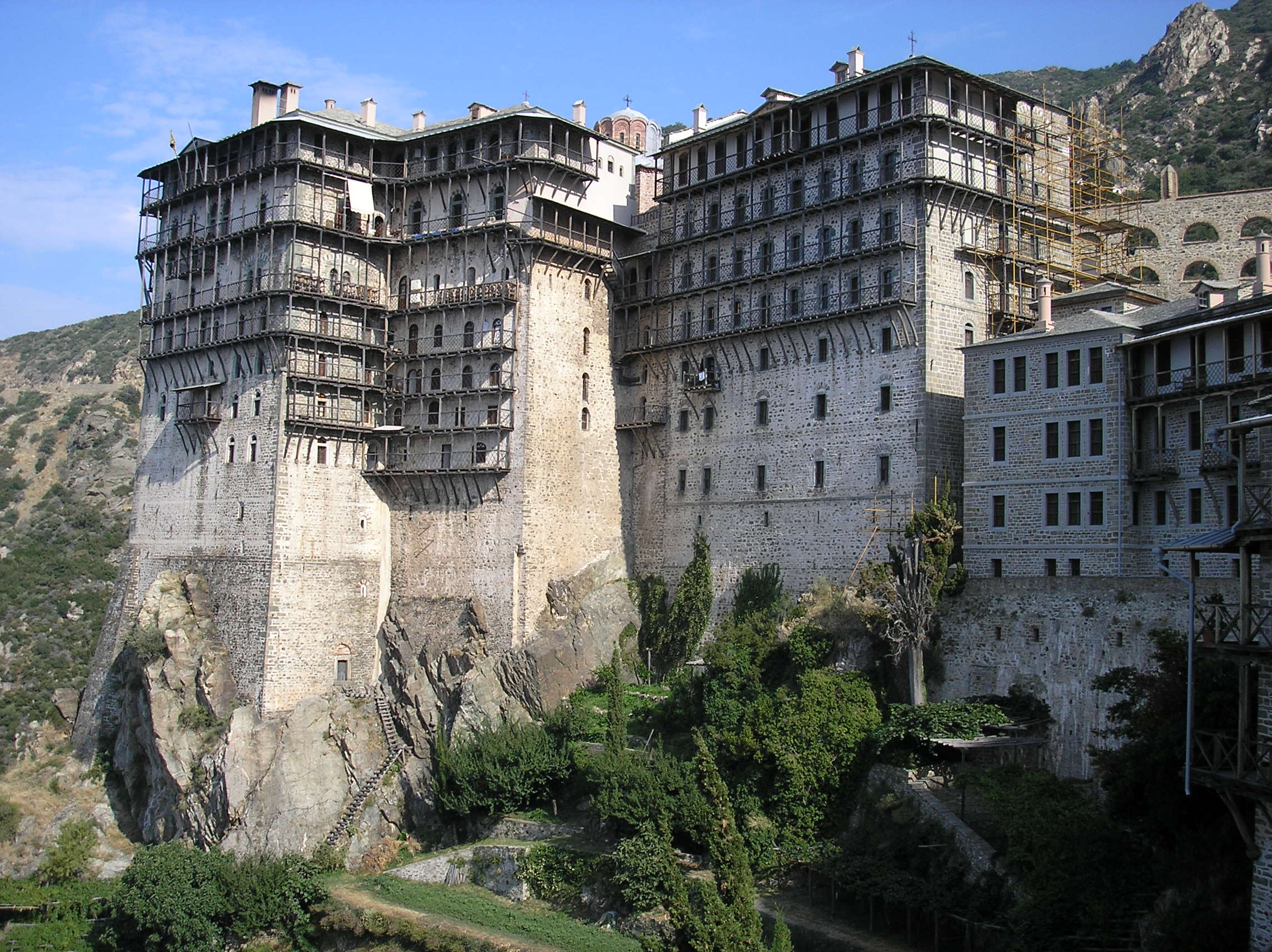
Monestir de Simonos Petra a l'àrea autònoma del Mont Atos.

Grècia és un dels pocs països europeus que tenen una religió d'estat. La vinculació tan forta entre la religió ortodoxa i la identitat ètnica grega —tant dins de Grècia com en la diàspora— ha dut alguns experts a concloure que els grecs representarien un grup etnoreligiós similar als jueus, sikhs i tibetans, on ètnia i religió estan fortament relacionats. Encara que a Grècia també hi ha minories de jueus i musulmans, així com una important minoria religiosa de neopagans, que cerquen reviure la religió de l'Antiga Grècia. A més a més, hi ha minories de catòlics, protestants, testimonis de Jehovà, budistes i cienciòlegs.

## El cristianisme
L'Església Ortodoxa Grega és seguida per la vasta majoria de la població, aproximadament entre 95% i 98% de la població segons fonts del govern grec, encara que càlculs més moderats com l'eurobaròmetre semblen indicar que el nombre podria ser el 81%.
A causa de la importància que va tenir l'Església Ortodoxa en la formació de la identitat grega i en les lluites patriòtiques per la independència, la seva popularitat entre la població i la seva posició en la societat grega són d'una gran importància. A més a més, no és inusual en l'Europa Oriental que hi hagi una forta relació entre identitat ètnica i religió, tal com succeeix per exemple amb serbis, croats i hongaresos.

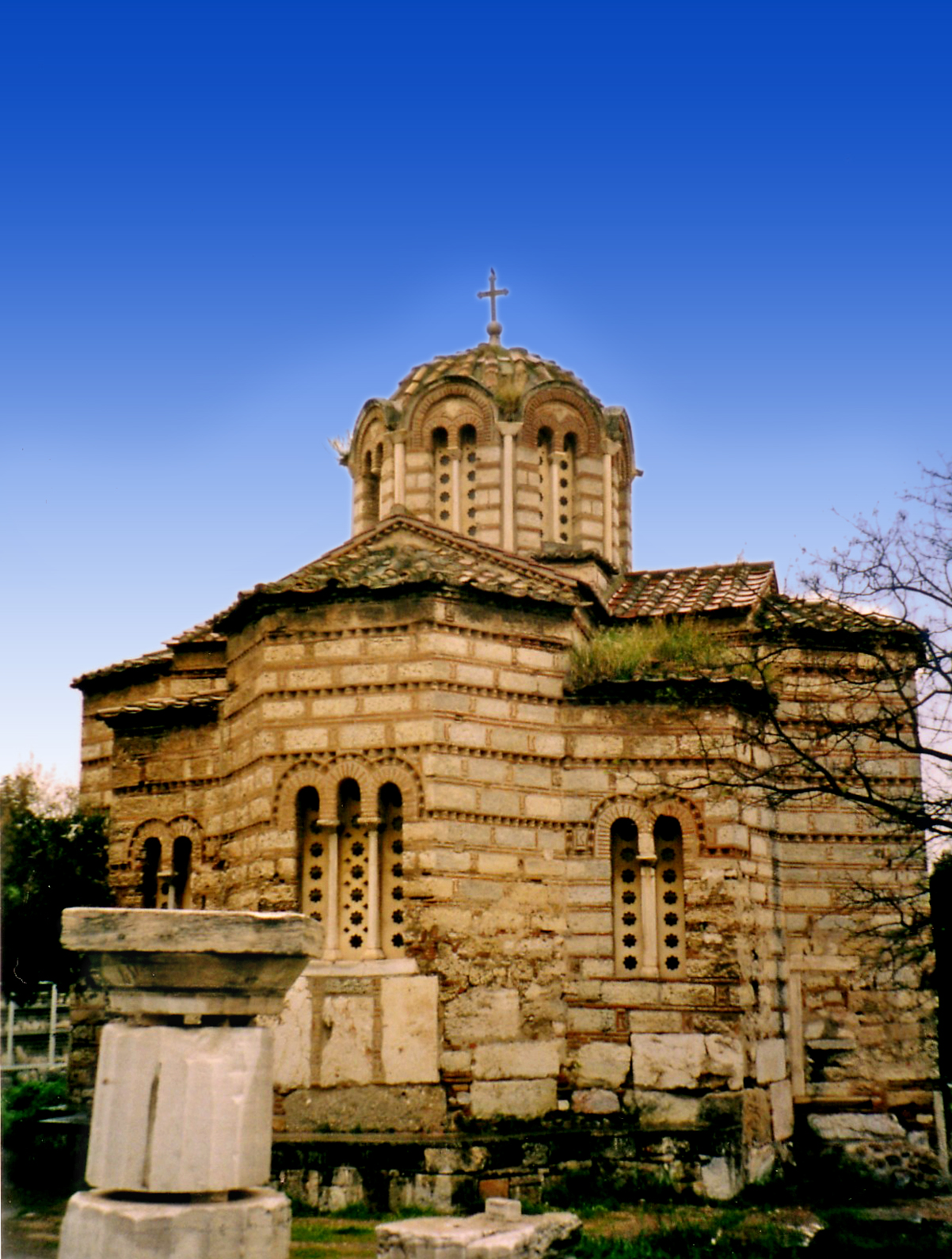
Església ortodoxa a Atenes.

El salari i les pensions dels sacerdots ortodoxos són pagats per l'Estat, a part que a l'escola primària i secundària s'ensenyen classes de religió com a part del currículum educatiu -tot i així, l'estudiant pot ser eximit de rebre aquestes classes si els seus pares ho sol·liciten.
Encara que la Constitució de Grècia estableix la llibertat de culte, hi ha hagut diferents denúncies de discriminació en contra de minories religioses (especialment neopagans, catòlics, testimonis de Jehovà i protestants). El govern grec ha estat reticent a legalitzar d'altres religions a part de l'ortodoxa –requisit fonamental per poder predicar la seva religió, altrament poden enfrontar-se a conseqüències judicials. Encara que la religió oficial és l'ortodoxa, el govern grec va estendre l'estatus de «religió legal» al judaisme i a l'islamisme. Amb això, les esmentades religions tenien més drets, encara que no tenien tots els avantatges que té la religió estatal. El fet que l'estat grec estigués conforme a donar estatus legal al judaisme i a l'islamisme —i no a altres religions com ara catòlics, protestants o neopagans—, fa suposar que això és pel fet que —mentre que el judaisme i l'islamisme són religions ètniques molt vinculades a grups ètnics específics i que no en fan proselitisme—, les altres religions tant cristianes com els nous moviments religiosos són més proselitistes i es dirigeixen cap a la població ètnicament grega, de tal manera que així farien una possible competència a l'Església Ortodoxa. Tot i així, els neopagans grecs van rebre l'estatus de religió legal el 2006 –a diferència d'altres religions cristianes que potser tenen més en comú amb l'Església Ortodoxa.
Els catòlics grecs es compten entre els 50 000 i els 200 000, segons les diferents fonts. Hi ha diverses esglésies protestants, entre les quals algunes pentecostals, evangèliques o adventistes. El nombre exacte es desconeix, però fonts ortodoxes les calculen en aproximadament 20 000 seguidors.

## El judaisme
La història dels jueus a Grècia data des de fa milers d'anys, almenys 2500 anys. En el passat van ser una de les comunitats jueves més antigues a la diàspora. El seu nombre es calcula en uns 5500 individus dividits en dos grups majoritaris: els romaniotes, que daten de l'època de l'Imperi Romà; i els sefardites, que van arribar durant la dominació de l'Imperi Otomà.

## L'islam
El nombre de musulmans grecs (la majoria d'origen turc) s'estima en aproximadament l'1% de la població. Després del Tractat de Lausana i la pau amb Turquia —que va dominar Grècia per molts segles— es va arribar a l'acord d'intercanviar poblacions de tal manera que els grecs cristians a Turquia van emigrar cap a Grècia; mentre que els turcs musulmans a Grècia van fer el contrari. Tot i així, un nombre important de musulmans van romandre a Grècia. Les poblacions musulmans més nombroses es localitzen a Tràcia. La quantitat d'immigrants musulmans de més recent arribada es calcula entre 200 000 i 300 000 persones.

## El neopaganisme
El Neo-hel·lenisme és un moviment reconstruccionista pagà que cerca reviure les creences religioses precristianes dels antics grecs. La seva principal organització és el Consell Suprem de Grecs Gentils, que afirma que té al voltant de 40 000 afiliats i, per tant, és una de les religions no cristianes majoritàries del país. S'ha reportat una forta hostilitat i persecució per part del govern i l'església dominant contra els neopagans hel·lènics. La llei grega estableix una multa elevada per predicar qualsevol religió sense permís, encara que en el 2004 la Suprema Cort va donar al judaisme i a l'islamisme l'estatus de religions acceptades, però no així al neopaganisme hel·lènic. Tanmateix, la Cort va establir en el 2006 que el paganisme grec havia de deixar de ser prohibit, i això va permetre als neopagans grecs deixar de ser una religió il·legal. El president de la Comunitat de Sacerdots Grecs, el Pare Eustathios Kollas, va declarar que: «Són un munt de miserables vivificadors d'una degenerada religió morta que desitgen retrocedir a les al·lucinacions del fosc passat».